# Trận La Habana (1870)
Trận La Habana là trận hải chiến duy nhất trong cuộc Chiến tranh Pháp-Phổ, đã diễn ra vào ngày 9 tháng 11 năm 1870, ở ngoài khơi La Habana, Cuba (khi ấy là thuộc địa của Tây Ban Nha). Đây là một cuộc giao chiến bất phân thắng bại giữa pháo hạm Meteor của Hải quân Liên bang Bắc Đức dưới quyền chỉ huy của thuyền trưởng Edouard von Knorr với thông báo hạm Bouvet của Hải quân Pháp, trong đó ưu thế vượt trội về pháo của tàu chiến Phổ đã buộc chiếc tàu chiến lớn hơn của Pháp phải triệt thoái.
Vào lúc 8 giờ sáng vào ngày 7 tháng 11 năm 1870, tàu chiến Meteor đã cập bến tại La Habana, sau khi rời bỏ Nassau vài ngày trước đó. Một tiếng đồng hồ sau đó, thông báo hạm Bouvet của Pháp, từ Martinique, cũng chạy đến theo hướng đối diện với pháo hạm của Phổ. Ngày hôm sau, chiếc tàu thư Nouveau Monde của Pháp cũng rời hải cảng La Habana đến Veracruz, nhưng bị buộc phải trở về vài tiếng đồng hồ sau đó do lo sợ bị pháo hạm của Phổ. Sau đó, cũng trong ngày 8 tháng 11, thuyền trưởng của tàu Meteor đã chính thức khiêu chiến với thuyền trưởng của tàu Bouvet, để đánh một trận vào ngày hôm sau. Thông báo hạm Bouvet đã chấp thuận và chạy khỏi hải cảng để chờ Meteor. Trong khi đó, pháo hạm Meteor phải chờ đợi trong vòng 24 tiếng đồng hồ trước khi có thể đụng độ với thuyền chiến của Pháp dựa theo luật trung lập, bởi do Tây Ban Nha là một nước trung lập trong cuộc chiến tranh.
Sau khi thời gian chờ đợi kết thúc, pháo hạm Meteor đã khởi hành để giao đấu với tàu Bouvet – vốn đang chờ đối phương ngoài ranh giới của hải phận Cuba 10 dặm Anh. Ngay sau khi tàu Meteor vượt qua ranh giới, Bouvet đã nhả đạn vào pháo hạm của Đức. Sau hai tiếng đồng hồ giao tranh quyết liệt, trận chiến cuối cùng đã chấm dứt khi tàu Bouvet, vốn đã tiếp cận gần Meteor để tấn công tàu chiến này, chịu hư hại ở một ống dẫn nước làm cho động cơ đẩy của tàu bị hỏng và buộc người Pháp phải căng buồm rút vào vùng hải phận trung lập, nơi họ một lần nữa được phía Tây Ban Nha bảo vệ. Cả hai con tàu đều không bị phá hỏng hoàn toàn, chủ yếu bị thiệt hại ở các cột buồm và dây buộc (các nồi hơi và đầu máy của Bouvet vẫn còn nguyên và hoạt động), và rất ít người chết và bị thương ở cả hai bên. Các nhà bình luận đương thời không xem trận đánh là một sự kiện quan trọng.